# محمدابراهیم انصاری لاری
محمد ابراهیم انصاری لاری (زاده ۱۶ آبان ۱۳۳۹ - لار) دانش‌آموخته حقوق است. تحصیلات ابتدایی و متوسطه را در لار به پایان می‌رساند و در دوره دبیرستان در مسابقات مقاله‌نویسی و ادبیات استان فارس رتبه اول را به دست می‌آورد.
در سال ۱۳۶۲ با کسب رتبه دوم کنکور سراسری در رشته حقوق دانشگاه تهران به تحصیل مشغول و هم‌زمان مدیر دفتر امور مجلس در وزارت فرهنگ و ارشاد اسلامی می‌شود و با روزنامه‌های کیهان، جمهوری اسلامی و اطلاعات در سال‌های ۱۳۶۳ تا ۱۳۶۷ همکاری می‌کند.
انصاری لاری استاندار سابق بوشهر (مهر ماه ۱۳۷۶ تا شهریور ماه ۱۳۷۸)، استاندار سابق استان فارس (۱۳۸۰ تا ۱۳۸۴) در دولت محمد خاتمی می‌باشد. وی قبل از انتصاب به سمت‌های سیاسی، مشاور عالی وزیر فرهنگ و ارشاد اسلامی در زمان سید محمد خاتمی بوده‌است و همچنین مدتی نیز معاون وزیر کشور و رئیس سازمان ثبت احوال بود.
علاقه به کتاب و مطبوعات در سال‌های ۱۳۶۹ تا سال ۱۳۷۵موجب می‌شود که علاوه بر مدیرمسئولی نشریاتی چون «میلاد» در لارستان، ماهنامه «نمایه»، ماهنامه «پیام کتابخانه»، «روز هفتم»، «فردای بهتر»، به عضویت هیئت امنای کتابخانه ملی ایران درآید و دبیرکل هیئت امنای کتابخانه‌های عمومی کشور شود.
عضویت در شورای عالی انجمن خوشنویسان ایران، مؤسسه رسانه‌های تصویری، مؤسسه نمایشگاه‌های فرهنگی و چاپ و انتشارات چندین کتاب و مقاله از دیگر فعالیت‌های فرهنگی او در این سال‌ها است.
وی در روز ۱۶ مهر ماه سال ۱۳۹۶ توسط رئیس‌جمهور حسن روحانی به عنوان مدیر عامل سازمان منطقه آزاد کیش منصوب گردید
سوابق اجرایی، فرهنگی و علمی محمدابراهیم انصاری لاری

## زندگی‌نامه
متولد سال ۱۳۳۹، شهرستان لار
آغاز فعالیت‌های فرهنگی و سیاسی، اجتماعی از سال ۱۳۵۵ در شهرستان لار
آغاز فعالیت‌های علمی با کسب رتبه دوم در کنکور سراسری و تحصیل رشته حقوق در دانشگاه تهران
سوابق تحصیلی:
- دانش‌آموخته حقوق از دانشگاه تهران

سوابق اجرایی:
- مدیر عامل و رئیس هیئت مدیره سازمان منطقه آزاد کیش با حکم حسن روحانی از سال ۱۳۹۶ تا ۱۳۹۷
- مدیر عامل شرکت بازرگانی بین‌المللی پاسارگاد از سال ۱۳۹۶–۱۳۹۲
- بنیانگذار، مؤسس و رئیس هیئت امناء مؤسسه آموزش عالی حافظ شیراز ۱۳۸۴ تا کنون
- مشاور وزیر کشور ۱۳۸۸–۱۳۸۴
- رئیس هیئت امنای بنیاد فارس‌شناسی ۱۳۸۴–۱۳۸۰
- استاندار فارس ۱۳۸۴–۱۳۸۰
- معاون وزیر کشور و رئیس سازمان ثبت احوال کشور ۱۳۷۸
- استاندار بوشهر ۱۳۷۸–۱۳۷۶
- مشاور عالی وزیر فرهنگ و ارشاد اسلامی ۱۳۷۶–۱۳۷۲
- عضو هیئت امنای کتابخانه ملی جمهوری اسلامی ایران ۱۳۷۲–۱۳۶۹
- دبیرکل کتابخانه‌های عمومی کشور ۱۳۷۲–۱۳۶۹
- معاون سیاسی - اداری استانداری بوشهر ۱۳۶۹–۱۳۶۷
- مدیر کل بازرسی و ارزشیابی وزارت فرهنگ و ارشاد اسلامی و مشاور وزیر ۱۳۶۷–۱۳۶۵
- مدیر دفتر امور مجلس وزارت فرهنگ و ارشاد اسلامی ۱۳۶۵–۱۳۶۳

سوابق علمی:
- مدرس رشته حقوق اساسی در دانشکده‌های حقوق دانشگاه شهید بهشتی تهران، دانشگاه شیراز
- تأسیس مؤسسه آموزش عالی حافظ شیراز ۱۳۸۴
- تألیف کتاب انتخاب هفتم، ۱۳۷۶؛ انتشارات همشهری
- تألیف کتاب نظارت بر مطبوعات در حقوق ایران (برنده جایزه کتاب سال)، ۱۳۷۵انتشارات سروش
- تألیف کتاب پیشینه سیاسی و فکری وهابیت، ۱۳۶۹؛ انتشارات بنیاد معارف اسلامی قم
- انتشار بیش از ۵۰ عنوان مقاله علمی پژوهشی

سوابق فرهنگی و اجتماعی
- دو دوره ریاست هیئت امناء مؤسسه نمایشگاه‌های فرهنگی کشور
- عضو هیئت امنای کتابخانه ملی
- دو دوره عضو شورایعالی انجمن خوشنویسان کشور
- عضو هیئت بررسی کتاب در وزارت فرهنگ و ارشاد اسلامی
- دو دوره ریاست هیئت امناء مؤسسه رسانه‌های تصویری
- رئیس هیئت امناء مرکز بزرگ اهدای اعضای ابن سینا فارس
- رئیس هیئت امناء مجموعه تخصصی چشم‌پزشکی دکتر خدادوست شیراز
- مدیر مسئول ماهنامه نمایه
- مدیر مسئول هفته‌نامه روز هفتم
- عضو هیئت تحریریه روزنامه همشهری

شرح برخی از اقدامات مدیریتی در زمان تصدی استانداری فارس
- پایه‌گذاری دانشکده نفت و گاز
- راه‌اندازی دانشگاه صنعتی فارس
- اجرای پروژه بزرگراه عسلویه - شیراز
- اجرای پروژه راه‌آهن شیراز
- ایجاد صندوق توسعه صادرات
- اجرای پروژه بزرگ جذب سرمایه‌گذاری خارجی برای طرح‌های مختلف
- فراهم سازی توسعه صنایع
- تک رقمی کردن نرخ بیکاری در استان
- ایجاد شورای توسعه فرهنگ
- تأسیس خانه نقاشیْ عکاسی و موسیقی شیراز
- بازسازی محوطه تاریخی زندیه شیراز
- احیا مرمت و بازسازی آثار باستانی و تاریخی محوطه‌های فارس نظیر مسجد وکیل باغ جهان‌نما و …
- اصلاح بافت ناهنجار اجتماعی فرهنگی و طراحی پروژه مبارزه با آسیب‌های اجتماعی
- کمک به توسعه سازمان‌های مردم نهاد و انجمن‌های خیریه

شرح برخی از اقدامات مدیریتی در زمان تصدی ریاست سازمان ثبت احوال کشور
- اجرای پروژه کارت ملی در سراسر کشور
- فراهم کردن زیر ساخت‌های کارت ملی هوشمند
- ایجاد زیر ساخت تغییر اسناد سجلی از سیستم سنتی به سیستم شبکه‌ای
- پایه‌ریزی دولت الکترونیک بر مبنای اطلاعات ثبتی
- نامه انتصاب به استانداری بوشهر
- نامه انتصاب به استانداری استان فارس
- روزنامه همشهری